# Caroline Loeb
Caroline Loeb (Neuilly-sur-Seine, 5 ottobre 1955) è un'attrice, cantante e regista teatrale francese.

## Biografia
Figlia della scrittrice ed editrice Cécile Odartchenko, a sua volta figlia del poeta russo Georges Odartchenko e della francese Elisabeth Fleury, e del gallerista Albert Loeb e nipote del gallerista Pierre Loeb, ha trascorso parte della sua infanzia negli Stati Uniti, a New York.
Appassionata di teatro, ha frequentato il Cours Florent a Parigi sotto la direzione di Francis Huster. È stata nel cast di Succès (Successo), opera scritta dai primi autori del gruppo TSE, i cui costumi e la cui scenografia portano la firma di Paloma Picasso. Ha recitato inoltre in numerosi film diretti, fra gli altri, da Adolfo Arrieta, James Ivory e Jacques Demy.
Nel 1983 Caroline Loeb ha inciso il suo primo album, Piranana (Ze Records), registrato a New York, con testi da lei firmati e la copertina realizzata da Jean-Baptiste Mondino. Nel 1986 ha ottenuto la celebrità con un brano del quale è interprete e coautrice, C'est la ouate. La canzone è diventata una grande hit in diversi paesi (n.1 in Italia, n.3 in Spagna, n.5 in Francia, n.10 in Germania, Austria, Argentina). Nel 1987 è uscito il suo secondo album, Loeb C.D.
Dal 1993, Caroline Loeb ha diretto in teatro numerosi artisti sul repertorio di Édith Piaf, Marlene Dietrich, Jacques Prévert, ecc. Nel 1999 ha messo in scena Shirley al Festival di Avignone, un'opera ispirata ai quaderni di Shirley Goldfarb, con la quale Judith Magre, attrice e protagonista, ha vinto un Premio Molière.
Nell'estate del 2001 ha partecipato alla gara televisiva trasmessa da Canale 5 La notte vola in cui ripropone il suo grande successo C'est la ouate.
Nel 2007 ha allestito e interpretato I monologhi della vagina a Parigi.
Nel 2008, Caroline Loeb si è lanciata nella regia cinematografica con il cortometraggio Vous-désirez?, realizzato nel quadro della collezione X-plicit films. A settembre, il film è stato presentato alla Mostra Internazionale d'Arte Cinematografica di Venezia con le altre produzioni della serie dirette da Laetitia Masson, Arielle Dombasle, Helena Noguerra e Lola Doillon.
Nel luglio 2008, Caroline Loeb è tornata sulle scene al Festival di Avignone, con lo spettacolo musicale Mistinguett, Madonna et moi Archiviato il 1º agosto 2015 in Internet Archive., volto a rievocare le icone che lei ammira da sempre (Mae West, Tallulah Bankhead, Zizi Jeanmaire, Arletty): la scaletta delle canzoni, alcune delle quali interpretate da lei, includeva una serie di rivisitazioni di brani di Serge Gainsbourg, Joséphine Baker, Fred Astaire, Yvette Guilbert e Madonna. Dal 2 ottobre 2008 ha proposto questo spettacolo al Théatre des Blancs Manteaux di Parigi.
Il 5 gennaio 2009, Caroline Loeb ha pubblicato il suo nuovo album Crime parfait (Crimine perfetto), un mix di canzoni poetiche e commoventi, talora venate di umorismo nero. L'album include due bonus track tratte dal suo show Mistinguett, Madonna et Moi, andato in scena a Parigi.

## Filmografia
- La Maman et la Putain, regia di Jean Eustache (1973)
- Mes petites amoureuses, regia di Jean Eustache (1974)
- Flammes, regia di Adolfo Arrieta (1978)
- Lady Oscar, regia di Jacques Demy (1979)
- L'Ombre d'un jeu, regia di Uziel Peres (1980)
- Quartet, regia di James Ivory (1981)
- Jimmy jazz, regia di Laurent Perrin (1982) - cortometraggio
- La Nuit porte-jarretelles, regia di Virginie Thévenet (1984)
- Mode in France, regia di William Klein (1984)
- Les Nanas, regia di Annick Lanoë (1985)
- Cœurs croisés, regia di Stéphanie de Mareuil (1987)
- Un pesce di color rosa (The Favour, the Watch and the Very Big Fish), regia di Ben Lewin (1991)
- Baby-sitter blues, regia di Williams Crépin - film TV (1997)
- Comme une étoile dans la nuit, regia di René Féret (2008)
- Rien dans les poches, regia di Marion Vernoux - film TV (2008)

### Regista
- Vous désirez ?, episodio della miniserie televisiva X Femmes (2008)

## Discografia

### Album
- 1983 - Piranana (Ze records)
- 1987 - Loeb C.D. (Barclay)
- 2004 - Best of (Choice of Music)
- 2007 - Crime parfait (On Peut/ Believe) (ristampato nel 2009 con nuove tracce)

### Singoli
- 1983 - Malibu
- 1986 - C'est la ouate / And so what (#1 Italia, #3 Spagna, #5 Francia, #10 Germania, #30 Austria)
- 1987 - A quoi tu penses? (#27 Italia, #67 Germania)
- 1988 - Amants zaimants
- 1988 - Le telefon
- 1988 - Mots croisés
- 1995 - J'te hais dans la peau

## Pubblicazioni
- 1992: Tallulah, darling et autres chansons, illustrato da Lolo MIEGEMOLLE, Rouleau libre, Paris
- 1992: Saint Valentin et Rintintin, illustrato da Lolo MIEGEMOLLE, Recto Verso, Paris
- 1999: Bon chic chroniques, Collection Points Virgule, Le Seuil, Paris
- 2002: Shirley dai quaderni di Shirley Goldfarb, Editions Espaces 34
- 2006: Has been, Romanzo, Flammarion, Paris